# Anna Teliczan
Anna Teliczan (Ostróda, 1990) è una cantante polacca.

## Biografia
Anna Teliczan è salita alla ribalta nel 2009 con la sua partecipazione alla seconda edizione del talent show di TVN Mam talent!, dove è arrivata fra i finalisti, piazzandosi 6ª. Durante il programma è stata definita dai media nazionali come la Amy Winehouse polacca. Dopo il talent ha firmato un contratto discografico con la Sony Music Entertainment Poland, su cui ha pubblicato il suo album di debutto eponimo, contenente canzoni scritte in collaborazione con Andrzej Piaseczny. Il disco ha raggiunto la 39ª posizione della classifica polacca.

## Discografia

### Album
- 2012 – Anna Teliczan

### Singoli
- 2012 – One True Lover

#### Come featuring
- 2014 – Nie za bardzo (The Bartenders feat. Anna Teliczan)